# Karl Asplund
Karl Asplund, född 27 april 1890 i Jäder i Södermanland, död 3 april 1978 i Stockholm, var en svensk författare, skald, översättare och konsthistoriker. Han var bror till botanikern Erik Asplund.

## Biografi
Efter studentexamen i Nyköping 1908 studerade Asplund konsthistoria vid Uppsala universitet, där han blev fil. kand. 1912. År 1913 lämnade han Uppsala och fortsatte sina studier vid Stockholms högskola, där han blev fil. dr 1915 på en monografi om Egron Lundgren i två delar, utgiven 1914–1915. I sitt fortsatta konstvetenskapliga författarskap kom Asplund att skriva flera ytterligare monografier om svenska konstnärer, däribland Ivar Arosenius, Nils Dardel och Axel Fridell.
Asplund skrev konstkritik i Dagens Nyheter (1914–1921) och Svenska Dagbladet (1922–1934). År 1916 anställdes han vid Bukowskis konsthandel, där han var vd 1929–1953. Från dess grundande 1922 var Asplund aktiv i Svenska PEN.
Som lyriker brukar Asplund, tillsammans med Gunnar Mascoll Silfverstolpe och Sten Selander, räknas till ”de lyriska intimisterna”. De stod för en poesi som hämtade motiv företrädesvis från hem och vardagsliv, som i Asplunds debutdiktsamling Världsliga visor (1913). Utöver lyrik skrev han även prosa, bland annat reseskildringar och ett flertal självbiografiska så kallade ”minneskåserier”.
Asplund var även verksam som översättare från engelska och franska. Flera av hans lyriktolkningar från dessa språk introducerades i antologier, bland annat Vers från väster (1922) och Fransk vers från François Villon till Jules Romains (1927), där han även svarade för urvalet. Han stod också bakom antologin Hellas i svensk litteratur och konst (1941).
I Statens porträttsamling på Gripsholms slott återfinns en bröstbild i pastell utförd av Ivar Kamke 1933.

### Konst- och kulturhistoria
- Egron Lundgren, diss., 2 vol. (Stockholm: Norstedt, 1914–1915)
- Zorns graverade verk, 2 vol. (Stockholm: Bukowskis, 1920–1921)
- Julius Kronbergs atelier och efterlämnade arbeten (Stockholm: Norstedt, 1922)
- Rolf de Marés tavelsamling: några anteckningar (Stockholm: G. Tisell, 1923)
- Två gustavianska mästare: Niklas Lafrensen d.y. och Elias Martin i samtida gravyrer (Stockholm, 1925)
- Ivar Arosenius (Stockholm: Norstedt, 1928)
- Nils Dardel (Stockholm: Bonnier, 1933)
- Axel Fridell: ett konstnärsliv (Malmö: J. Kroon, 1937)
- Carl Eldh (Stockholm: Norstedt, 1943)
- Bukowskis: ett konsthandelshus i Stockholm 1870–1945 (Stockholm: Norstedt, 1945)
- En Stenhammarkrönika (Stockholm: Norstedt, 1954)
- Nils Dardel, 2 vol. (Stockholm: Norstedt, 1957–1958)
- Konst, kännare, köpmän (Stockholm: Bonnier, 1962)
- Yngve Berg: människan och konstnären (Stockholm: Bonnier, 1964)
- Prins Wilhelm och Stenhammar (Stockholm: Norstedt, 1965)
- Författaren prins Wilhelm: en studie (Stockholm: Norstedt, 1966)
- Bo Bergman: människan och diktaren (Stockholm: Wahlström & Widstrand, 1970)

### Lyrik
- Världsliga visor (Stockholm: Bonnier, 1913)
- Harlequins kappa (Stockholm: Bonnier, 1915)
- Hjältarna: tolv ballader (Stockholm: Dahlberg, 1919)
- Daphne: dikter (Stockholm: Norstedt, 1921)
- Klockbojen: dikter (Stockholm: Bonnier, 1925)
- Skuggorna: dikter (Stockholm: Bonnier, 1929)
- Silverbron (Stockholm: Bonnier, 1936)
- Dagarna: dikter i urval, med litografier av Yngve Berg (Stockholm: Bonnier, 1938)
- Det brinner en eld: dikter (Stockholm: Bonnier, 1940)
- Dagen kommer: dikter (Stockholm: Bonnier, 1943)
- Samlade dikter: 1913–1942 (Stockholm: Bonnier, 1946)
- Att överleva (Stockholm: Bonnier, 1948)
- Augusti: dikter (Stockholm: Bonnier, 1951)
- Septemberskyar: dikter (Stockholm: Bonnier, 1957)
- Timglaset: dikter (Stockholm: Bonnier, 1965)
- Medan det mörknar: dikter (Stockholm: Wahlström & Widstrand, 1975)

### Prosa
- En munksaga, med teckningar av Yngve Berg (Stockholm: Bonnier, 1918)
- Borta bra …: resekåserier (Stockholm: Bonnier, 1932)
- Orient: reseminnen, med bilder av Kurt Jungstedt (Stockholm: Bonnier, 1934)
- Livets smultronställen: minneskåserier (Stockholm: Bonnier, 1945)
- De ljusa timmarna: minneskåserier (Stockholm: Bonnier, 1959)
- Zephyr och Sunnan: minneskåserier (Stockholm: Bonnier, 1964)
- 100 epigram (Stockholm: Norstedt, 1969)
- Skydrag: noveller (Stockholm: Norstedt, 1971)

### Medverkande
- Kyrkor i Väddö och Häverö skeppslag: konsthistoriskt inventarium, red. tills. med Martin Olsson (Stockholm: Norstedt, 1918)
- Hellas i svensk litteratur och konst: urval, red. (Stockholm: Bonnier, 1941)

### Översättningar (urval)
- Vers från väster: modern engelsk och amerikansk lyrik, i svensk tolkning tills. med Gunnar M. Silfverstolpe (Stockholm: Bonnier, 1922)
- W.B. Yeats: Längtans land [The land of heart's desire] (Stockholm: Norstedt, 1924)
- Fransk vers från François Villon till Jules Romains (Stockholm: Bonnier, 1927)
- Guy de Maupassant: Systrarna Rondoli: noveller (Les Sœurs Rondoli) (Uppsala: Almqvist & Wiksell, 1927)
- Engelsk bukett: modern engelsk och amerikansk lyrik (Stockholm: Bonnier, 1935)
- Eko: versöversättningar (Stockholm: Bonnier, 1948)
- Tricolor: fransk lyrik från ett sekel (Stockholm: Bonnier, 1951)
- Robert Louis Stevenson: Barnets lustgård: dikter [A child's garden of verses], med teckningar av Eve Garnett (Stockholm: Bonnier, 1967)
- Brittiska ballader och visor (Stockholm: Bok & Bild, 1972)
- Guy de Maupassant: Allouma och andra noveller, red. Teddy Brunius (Stockholm: Forum, 1974)
- Engelsk dikt från sex århundraden (Stockholm: Norstedt, 1975)

## Priser och utmärkelser
- 1955 – Doblougska priset
- 1962 – Statens stipendium åt författare av hög litterär förtjänst